# الدوري الباراغواياني
الدوري الباراغواياني لكرة القدم هي مسابقة كرة القدم بين أندية الباراغواي .
البطل الحالي هو ناسيونال أسونسيون.